# Zawady (Rzeczyca)
Pour les articles homonymes, voir Zawady.
Zawady est une localité polonaise de la gmina de Rzeczyca, située dans le powiat de Tomaszów Mazowiecki en voïvodie de Łódź.